# Anaglyptus
Anaglyptus es un género de escarabajos longicornios de la tribu Anaglyptini.

## Especies
- Anaglyptus abieticola
- Anaglyptus ambiguus
- Anaglyptus annulicornis
- Anaglyptus arabicus
- Anaglyptus arakawae
- Anaglyptus arcanus
- Anaglyptus bellus
- Anaglyptus bicallosus
- Anaglyptus colobotheoides
- Anaglyptus confusus
- Anaglyptus croesus
- Anaglyptus danilevskii
- Anaglyptus decemmaculatus
- Anaglyptus dolosulus
- Anaglyptus elegantulus
- Anaglyptus fasciatus
- Anaglyptus flavus
- Anaglyptus ganglbaueri
- Anaglyptus gibbosus
- Anaglyptus graphellus
- Anaglyptus gressitti
- Anaglyptus higashiyamai
- Anaglyptus hilari
- Anaglyptus humerosus
- Anaglyptus kanssuensis
- Anaglyptus longispinis
- Anaglyptus luteofasciatus
- Anaglyptus malickyi
- Anaglyptus marmoratus
- Anaglyptus matsushitai
- Anaglyptus meridionalis
- Anaglyptus mysticoides
- Anaglyptus mysticus
- Anaglyptus niponensis
- Anaglyptus nokosanus
- Anaglyptus praecellens
- Anaglyptus producticollis
- Anaglyptus residuus
- Anaglyptus rufobasalis
- Anaglyptus rufogriseus
- Anaglyptus simplicicornis
- Anaglyptus subfasciatus
- Anaglyptus tersus
- Anaglyptus tichyi
- Anaglyptus ulmiphilus
- Anaglyptus vicinulus
- Anaglyptus watsoni
- Anaglyptus yakushimanus
- Anaglyptus zappii